# Final da Copa do Mundo FIFA de 1990
A final da Copa do Mundo FIFA de 1990 foi disputada em 8 de julho no Stadio Olimpico, na cidade de Roma na Itália. A Alemanha Ocidental venceu a Argentina por 1–0 e se tornou tricampeã do mundo. A final foi uma reedição da final da Copa do Mundo anterior, quando a Argentina venceu por 3-2.
Alguns fatos curiosos sobre esta partida: 
- Argentina tornou-se a primeira seleção a não marcar gols em uma final de Copa.
- Também foi a primeira finalista a ter dois jogadores expulsos[1].
- Foi a primeira vez que uma seleção se tornou finalista com mais do que o dobro do número de gols marcado pelo rival na campanha (Alemanha com 14, e Argentina com 5).[2]
- Argentina chegou a final com o pior ataque de todos os tempos (fez apenas 5 gols).[2]
- Pela primeira vez, os dois finalistas precisaram da prorrogação e dos pênaltis nas semifinais para se classificarem à Final[3].
- Foi a primeira vez numa final de Copa do Mundo que uma seleção europeia derrotou uma seleção sulamericana.

## Caminho até a Final
| Grupo B         | J | V | E | D | GP | GC | SG | Pts |
| --------------- | - | - | - | - | -- | -- | -- | --- |
| Camarões        | 3 | 2 | 0 | 1 | 3  | 5  | –2 | 4   |
| Romênia         | 3 | 1 | 1 | 1 | 4  | 3  | 1  | 3   |
| Argentina       | 3 | 1 | 1 | 1 | 3  | 2  | 1  | 3   |
| União Soviética | 3 | 1 | 0 | 2 | 4  | 4  | 0  | 2   |

| Grupo D                | J | V | E | D | GP | GC | SG | Pts |
| ---------------------- | - | - | - | - | -- | -- | -- | --- |
| Alemanha Ocidental     | 3 | 2 | 1 | 0 | 10 | 3  | 7  | 5   |
| Iugoslávia             | 3 | 2 | 0 | 1 | 6  | 5  | 1  | 4   |
| Colômbia               | 3 | 1 | 1 | 1 | 3  | 2  | 1  | 3   |
| Emirados Árabes Unidos | 3 | 0 | 0 | 3 | 2  | 11 | –9 | 0   |

## Detalhes da partida
| 8 de julho de 1990 | Alemanha Ocidental | 1 – 0     | Argentina | Estádio Olímpico, Roma                       |
| 20:00 (UTC+2)      | Brehme 85' (pen)   | Relatório |           | Público: 73 603 Árbitro: MEX Edgardo Codesal |

| Alemanha Ocidental | Argentina |

| G                 | 1  | Bodo Illgner      |     |     |
| LB                | 5  | Klaus Augenthaler |     |     |
| AD                | 14 | Thomas Berthold   |     | 73' |
| Z                 | 6  | Guido Buchwald    |     |     |
| Z                 | 4  | Jürgen Kohler     |     |     |
| AE                | 3  | Andreas Brehme    |     |     |
| M                 | 10 | Lothar Matthäus   |     |     |
| M                 | 8  | Thomas Häßler     |     |     |
| M                 | 7  | Pierre Littbarski |     |     |
| CA                | 9  | Rudi Völler       | 52' |     |
| CA                | 18 | Jürgen Klinsmann  |     |     |
| Substituições:    |    |                   |     |     |
| Z                 | 2  | Stefan Reuter     |     | 73' |
| G                 | 12 | Raimond Aumann    |     |     |
| A                 | 13 | Karl-Heinz Riedle |     |     |
| M                 | 15 | Uwe Bein          |     |     |
| M                 | 20 | Olaf Thon         |     |     |
| Treinador:        |    |                   |     |     |
| Franz Beckenbauer |    |                   |     |     |

|                |    |                    |         |     |
|                |    |                    |         |     |
| G              | 12 | Sergio Goycochea   |         |     |
| LB             | 20 | Juan Simón         |         |     |
| Z              | 18 | José Serrizuela    |         |     |
| Z              | 19 | Oscar Ruggeri      |         | 46' |
| V              | 13 | Néstor Lorenzo     |         |     |
| MD             | 4  | José Basualdo      |         |     |
| M              | 7  | Jorge Burruchaga   |         | 53' |
| M              | 21 | Pedro Troglio      | 84'     |     |
| ME             | 17 | Roberto Sensini    |         |     |
| SA             | 10 | Diego Maradona     | 87'     |     |
| CA             | 9  | Gustavo Dezotti    | 5', 87' |     |
| Substituições: |    |                    |         |     |
| A              | 3  | Abel Balbo         |         |     |
| Z              | 5  | Edgardo Bauza      |         |     |
| SA             | 6  | Gabriel Calderón   |         | 53' |
| Z              | 15 | Pedro Monzón       | 65'     | 46' |
| G              | 22 | Fabián Cancelarich |         |     |
| Treinador:     |    |                    |         |     |
| Carlos Bilardo |    |                    |         |     |

| Bandeirinhas: Armando Perez Hoyos Andrea Listkiewicz |